# مركز الكويت لمكافحة السرطان
مركز الكويت لمكافحة السرطان (بالإنجليزية: Kuwait Cancer Control Center)‏ يُعرف اختصاراً بـ KCCC هو مركز شامل مخصص تماماً لغرض توفير الرعاية لمرضى السرطان في كافة أنحاء دولة الكويت.

## التأسيس
تأسس بتبرع من النائب السابق ورجل الأعمال حسين مكي جمعة في عام 1968 ، وكلف بنائه 7.500.000 (سبعة ملايين وخمسمائة ألف دينار)، وأصبح بعدها مركز حكومي تابع لوزارة الصحة في الكويت ويتكون بشكل رئيسي من مركز حسين مكي الجمعة للجراحات التخصصية ومركز الشيخة بدرية الصباح لعلاج الأورام ومركز فيصل سلطان بن عيسى للأشعة التشخيصية، ويعمل به أكثر من 600 موظف مؤهل تأهيلاً عالياً في مجال طب الأورام وهو عبارة عن مجمع مستشفيات منطقة الشويخ، ويعالج مركز الكويت لمكافحة السرطان أكثر من 2000 مريض سرطان جديد كل عام من الكويت.

## روابط خارجية
- الموقع الرسمي